# Kloster Børglum

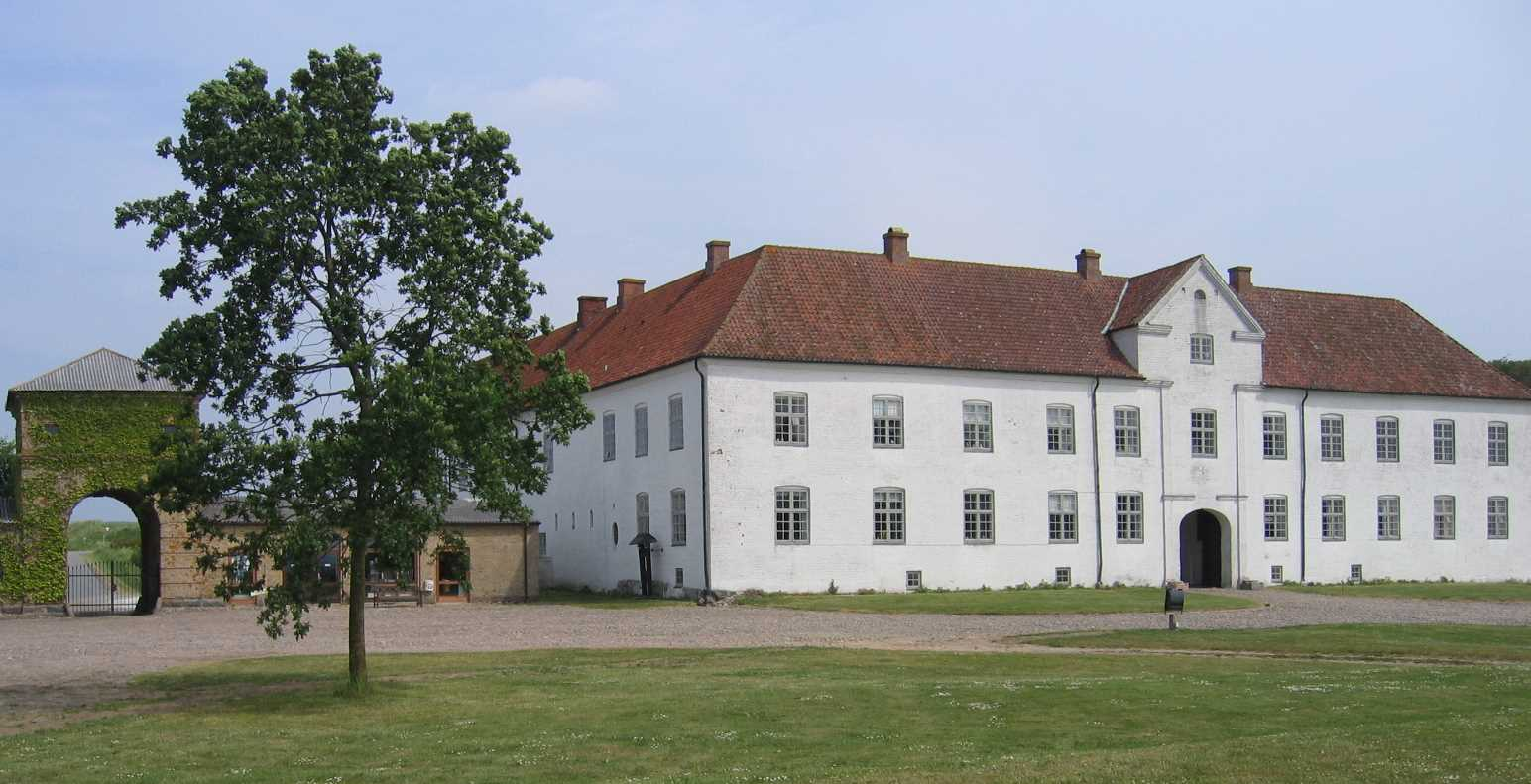
Kloster Børglum

Das Kloster Børglum ist eine ehemalige Klosteranlage in Nordjütland in Dänemark, die heute als Gutshof genutzt wird. Es war 1134 bis 1554 Bischofssitz.

## Lage
Das Kloster befindet sich fünf Kilometer östlich von Løkken, einem kleinen Fischerort an der Jammerbucht. Es liegt in der Kommune Hjørring. Das namensgebende Dorf Børglum liegt rund drei Kilometer östlich der Anlage. Unweit des Klosters befindet sich ein kleiner See.
Das Gebäude wurde auf einem Hügel erbaut, sodass man es schon aus großer Entfernung sehen kann. Aufgrund der exponierten Lage bietet sich eine Fernsicht bis zur fünf Kilometer entfernten Nordsee.

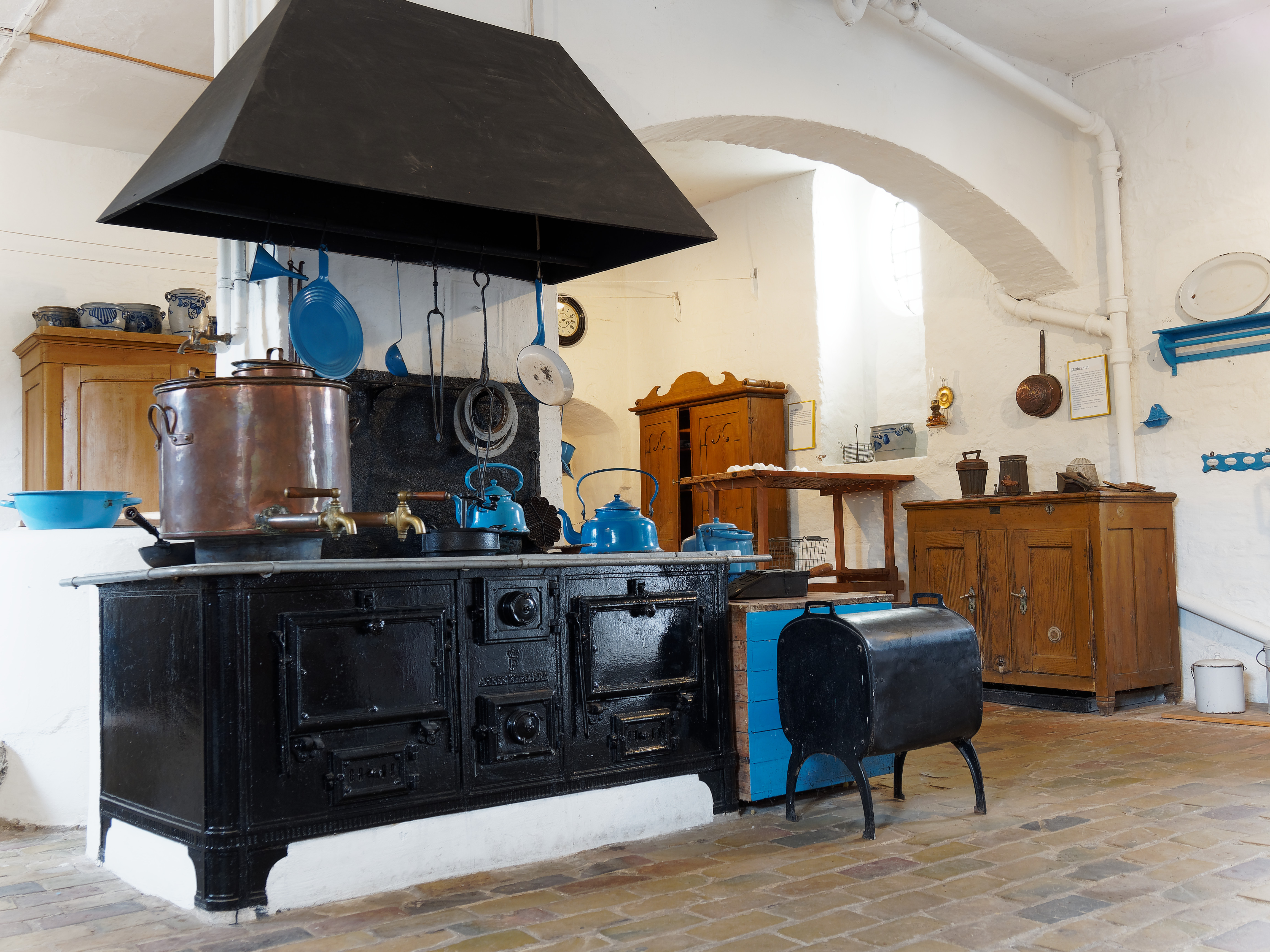
Die nicht mehr genutzte Küche

## Anlage
Die vier Gebäude der Anlage, Torhaus, Stallungen, Haupthaus und Kirche, umschließen einen zentralen Innenhof. Neben der Kirche führt ein schmaler Weg zum Kräutergarten.
Die Klosteranlage ist zum Teil öffentlich zugänglich. Es beherbergt ein umfangreiches Museum, in dem alte Kleider, mittelalterliche Geräte, ein Weinkeller, Urkunden sowie Interieurs aus der Zeit um 1900 (etwa Küche, Wohnzimmer, Badezimmer und Schlafgemach) zu besichtigen sind. Besonders stolz ist man auf ein Zimmer, in dem Hans Christian Andersen während einer seiner vielen Reisen übernachtet hat. In den Stallungen befindet sich eine Dauerausstellung alter Kutschen. Auch der Kräutergarten und die Kirche sind für Besucher geöffnet.
Auf einem Hügel gegenüber der Anlage steht eine Holländerwindmühle. Der Galerieholländer verarbeitete einst das Korn des Gutes. Seit 1935 stillgelegt, stehen die Flügel der (restaurierten) Mühle seit dem 26. September 1942 in Kreuzstellung, nachdem die das Gut besitzende Familie Rottbøll erfahren hatte, dass die dänische Polizei den 25-jährigen Christian Michael Rottbøll erschossen hatte; dieser war Leiter der englischen Special Forces im Widerstand gegen die deutsche Besatzung. Der heutige Eigentümer Børglums ist sein Neffe.

## Geschichte

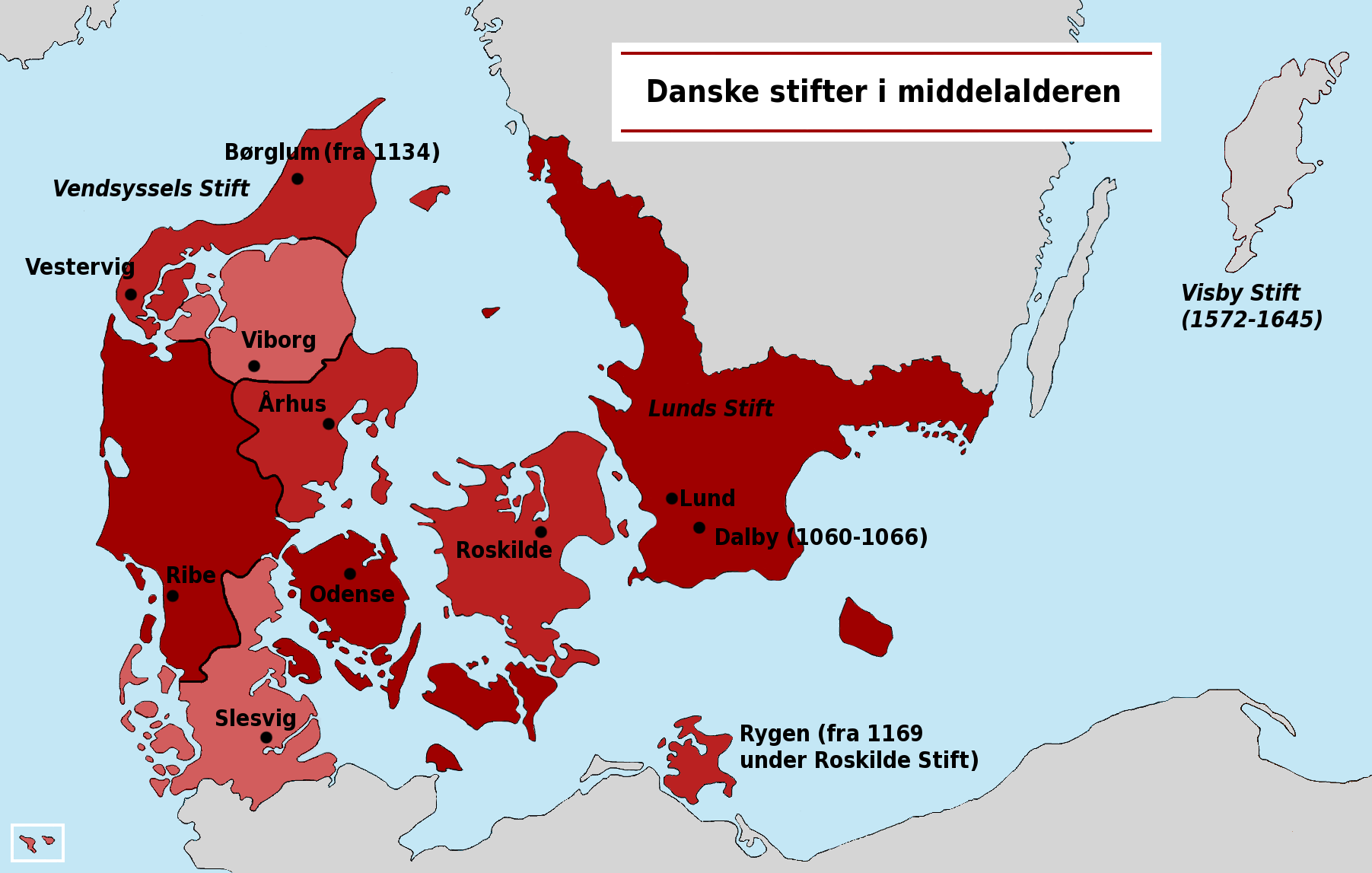
Dänische Bistümer im Mittelalter

Das Kloster von Børglum wurde als Königshof im Jahre 1086 erstmals bezeugt, nachdem der König Knut der Heilige nach einem Volksaufstand fliehen musste.
Um 1100 versandete das westliche Ende des Limfjordes. In der Folge beschloss man, den Bischofssitz von Vestervig auf dem Thy nach Børglum zu verlegen. Dies geschah im Jahr 1130. Fünf Jahre später wurde das Kloster offiziell an das Bistum Børglum übergeben und zugleich Amtssitz des Bischofs. Vor 1176 rief Bischof Tuco I. Prämonstratenser aus Steinfeld, die von da ab das Domkapitel bildeten. Der Bischof war von da an zugleich Abt des Klosters, das von einem Propst geleitet wurde. Die Chorherren leiteten das Kloster mindestens bis zur Inkorporation des Bistums in die Diözese Aalborg (1554). Sie erweiterten das Gebäude im Jahre 1190 um einen weiteren Schlafflügel, so dass es mehr Personen beherbergen konnte.

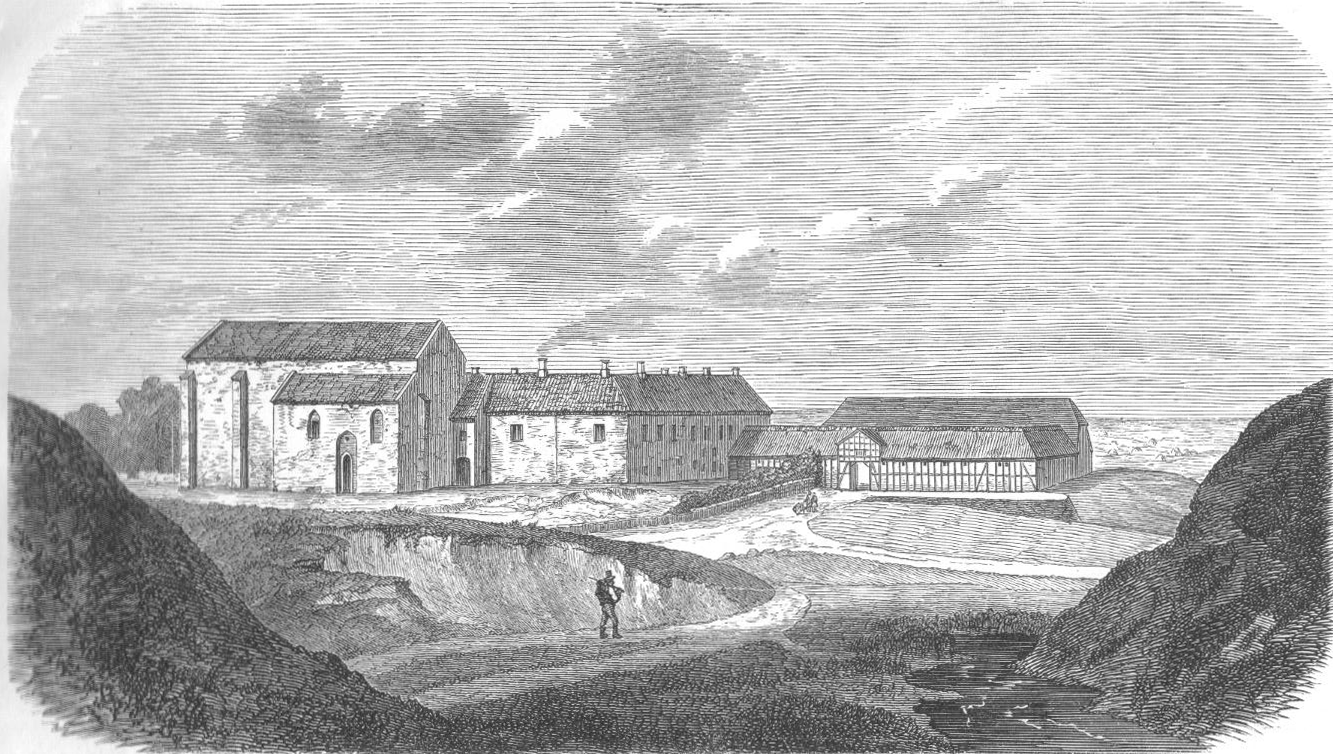
Das Kloster um 1897

Die Ordensleute führten das Kloster Børglum in die „Goldene Ära“ und erreichten eine sehr große Machtfülle. Zeitweise gehörten mehr als 47 Herrensitze oder abhängige Höfe zum Einflussbereich des Klosters. Der um 1220/30 begonnene Dom wurde allerdings nie vollendet.

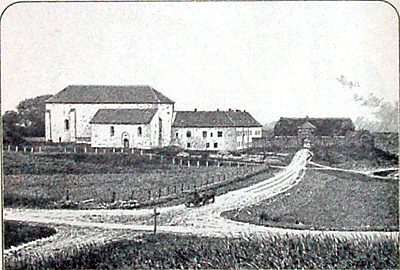
Das Kloster im Jahre 1899

Der letzte katholische Bischof von Børglum war Stygge Krumpen. Er galt als sehr egozentrisch und machte sich nicht viel aus den Geboten der Keuschheit und des Zölibats. Zusammen mit seiner Geliebten zog er bald nach seiner Amtsübernahme in das seiner Meinung nach bequemere Schloss Voergård. Als die Reformation im Jahre 1539 Nordjütland erreichte, wurde er auf Grund seines strengen Glaubens, den er nicht den neuen Vorschriften anpassen wollte, verhaftet. Im Zuge des Umbruchs gingen sowohl das Vermögen als auch die Ländereien des Bistums auf den König über. Es gibt allerdings auch Berichte, dass Stygge Krumpen ein ausgezeichneter Priester und Verwalter seiner Diözese war, als so genannter Observant ein besonders ehrenhafter Katholik und damit ein letztes Bollwerk des Katholizismus in Dänemark darstellte. Weil er nicht bestochen werden konnte, wurden erfundene Anschuldigungen erhoben und ein Verfahren verweigert.
Das Kloster wurde 1669 von Peder Reedtz, dem ersten privaten Eigentümer, übernommen und in der Folge in einen Gutshof umgewandelt. Bis heute befindet es sich in Privatbesitz. Zwischen 1750 und 1754 wurde die Anlage nach Plänen des Architekten Lauritz de Thurah im barocken Stil modernisiert. Thurahs Schwiegervater war zu dieser Zeit Hausherr des Klosters. Heute gehören den Eigentümern des Klosters Ländereien mit einer Gesamtfläche von 445 Hektar.

## Kirche
Um 1215 wurde am Kloster mit dem Bau einer gotischen Basilika auf den Fundamenten des romanischen Vorgängerbaus begonnen. Das Gotteshaus, welches als Sitz eines Bischofs schon bald die Bezeichnung „Dom“ erhielt, wurde der Jungfrau Maria geweiht. Es dient heute der Gemeinde Børglum als Pfarrkirche.

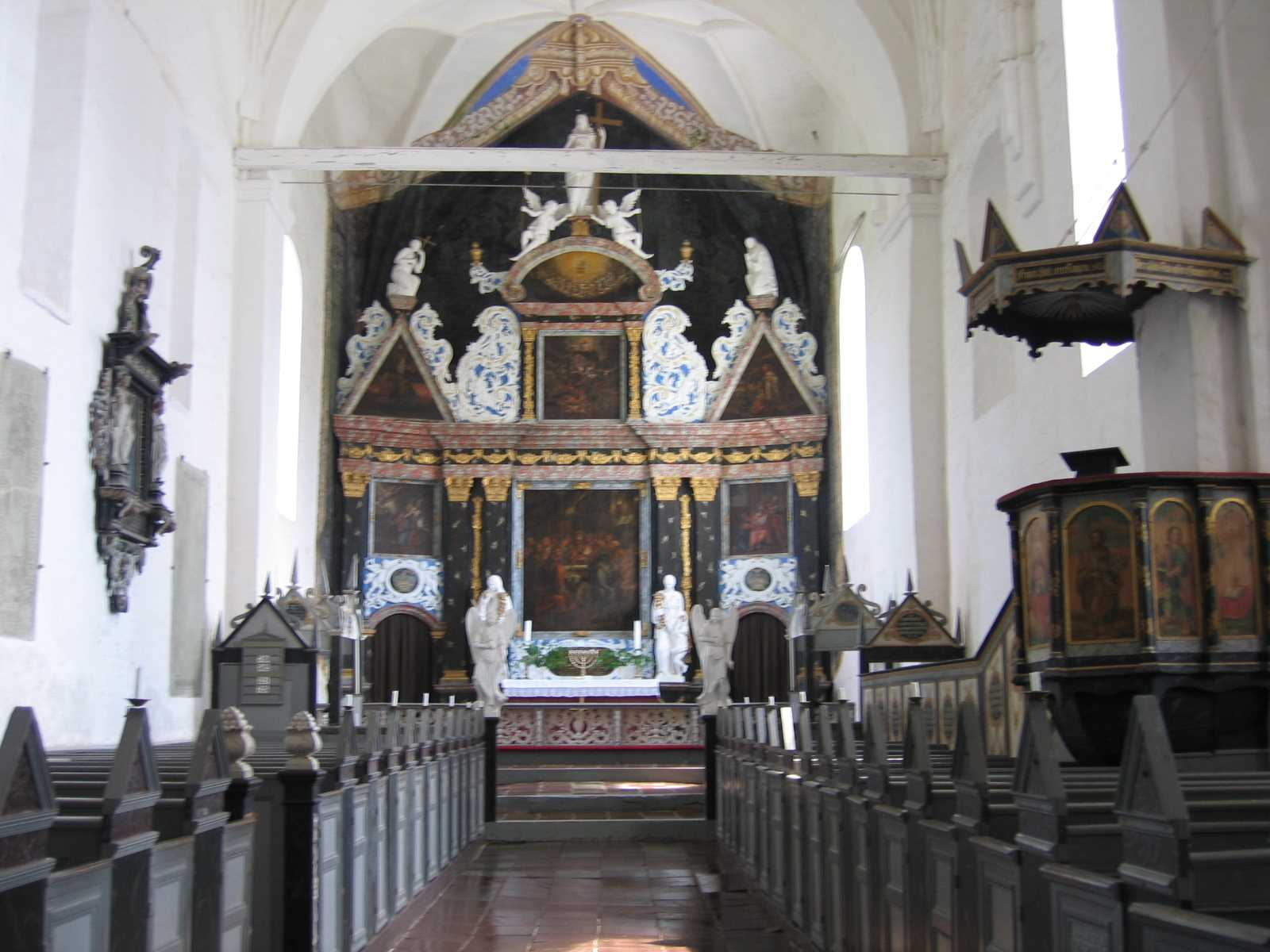
Altar der Klosterkirche
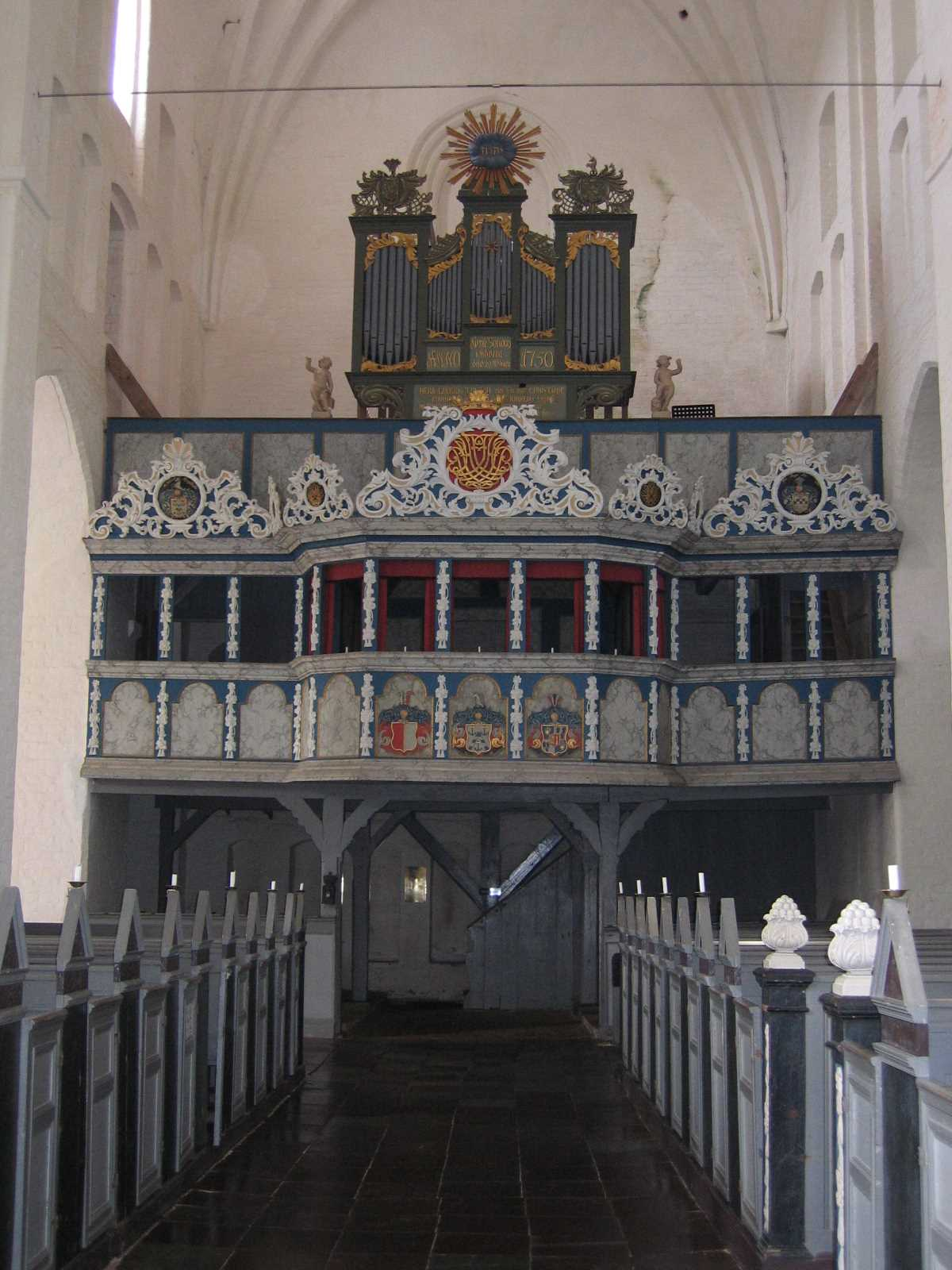
Orgel der Klosterkirche
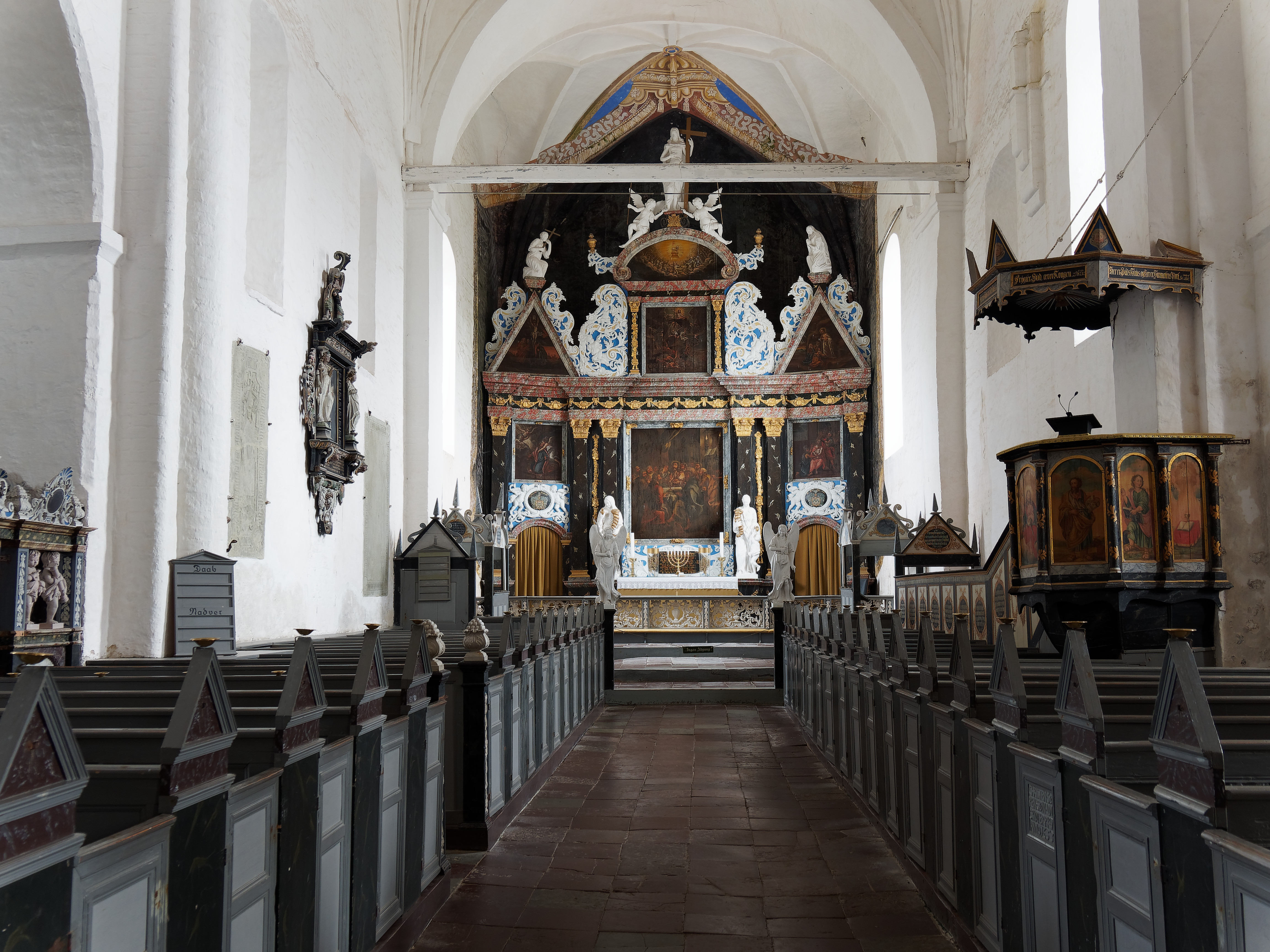
Raum und Altar
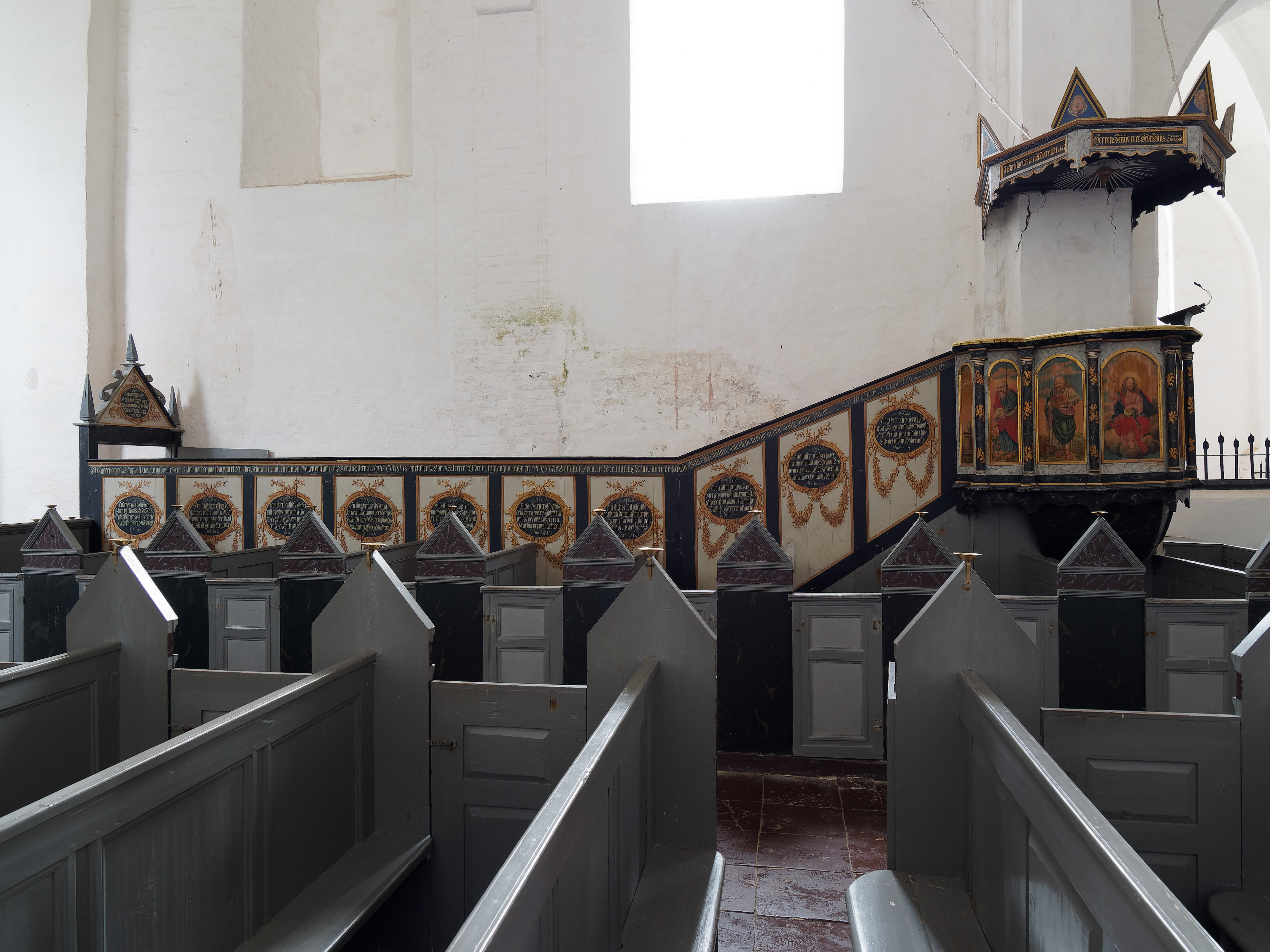
Kanzel und Gang dorthin
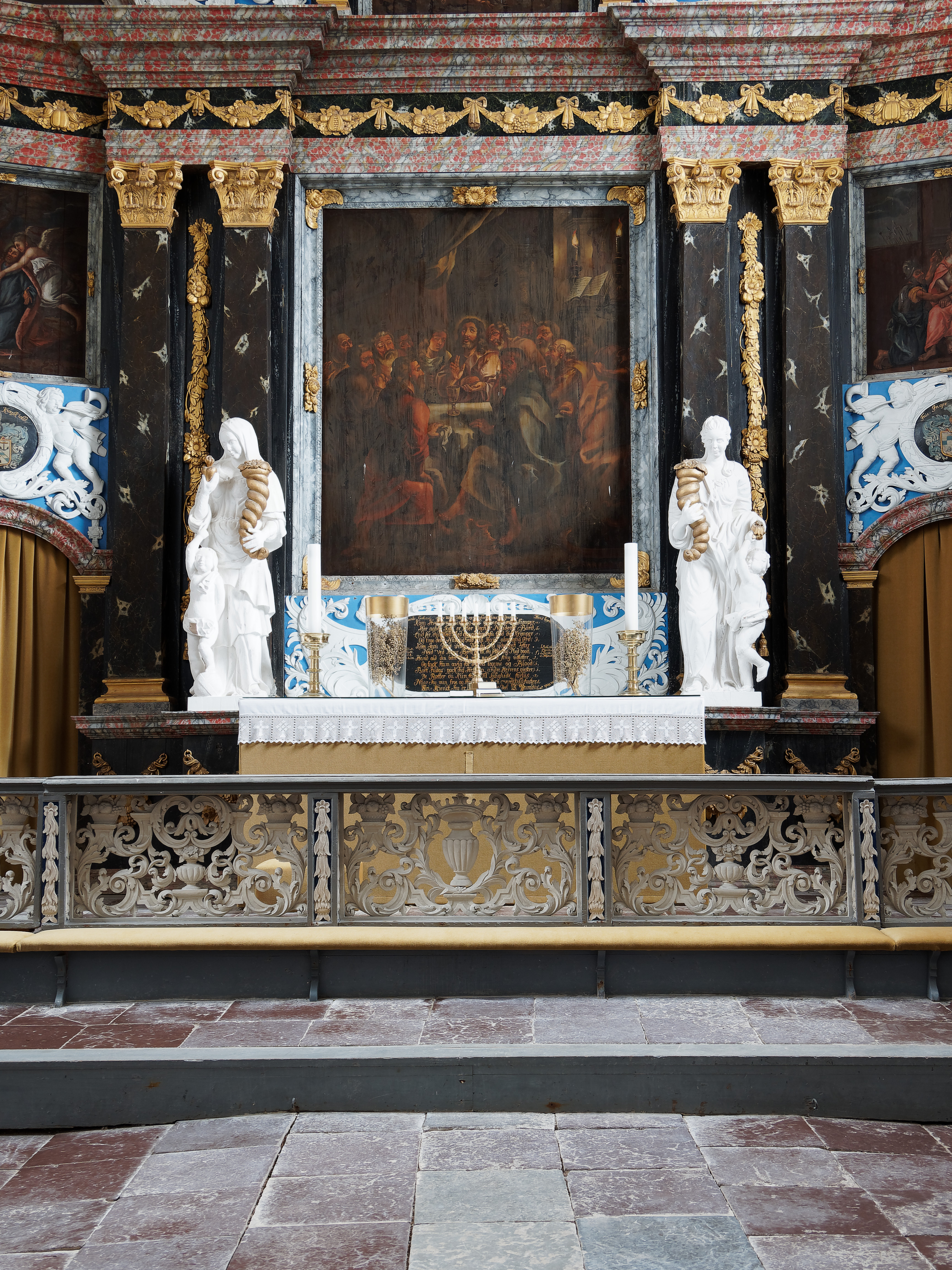
Altar
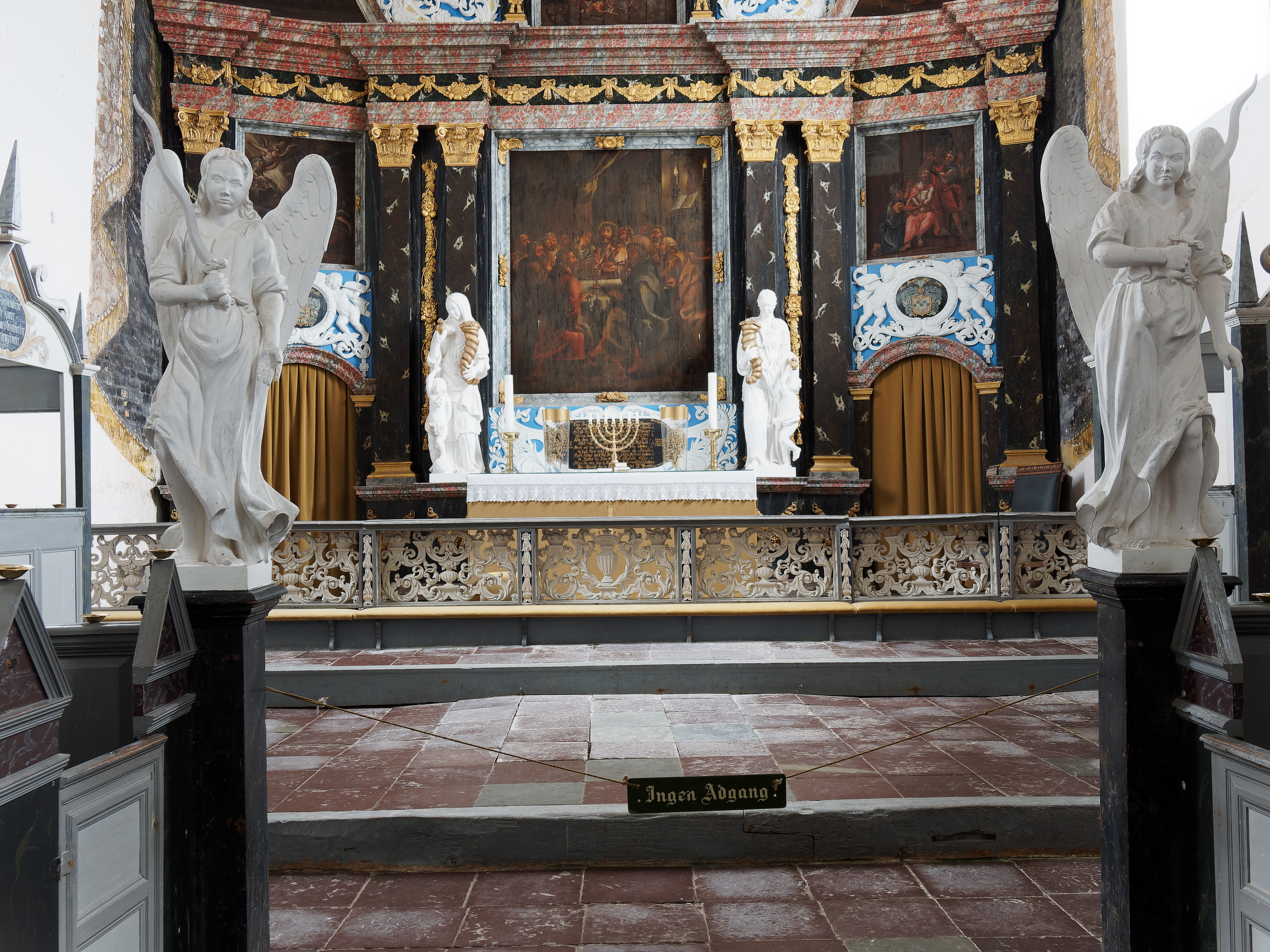
Chorraum
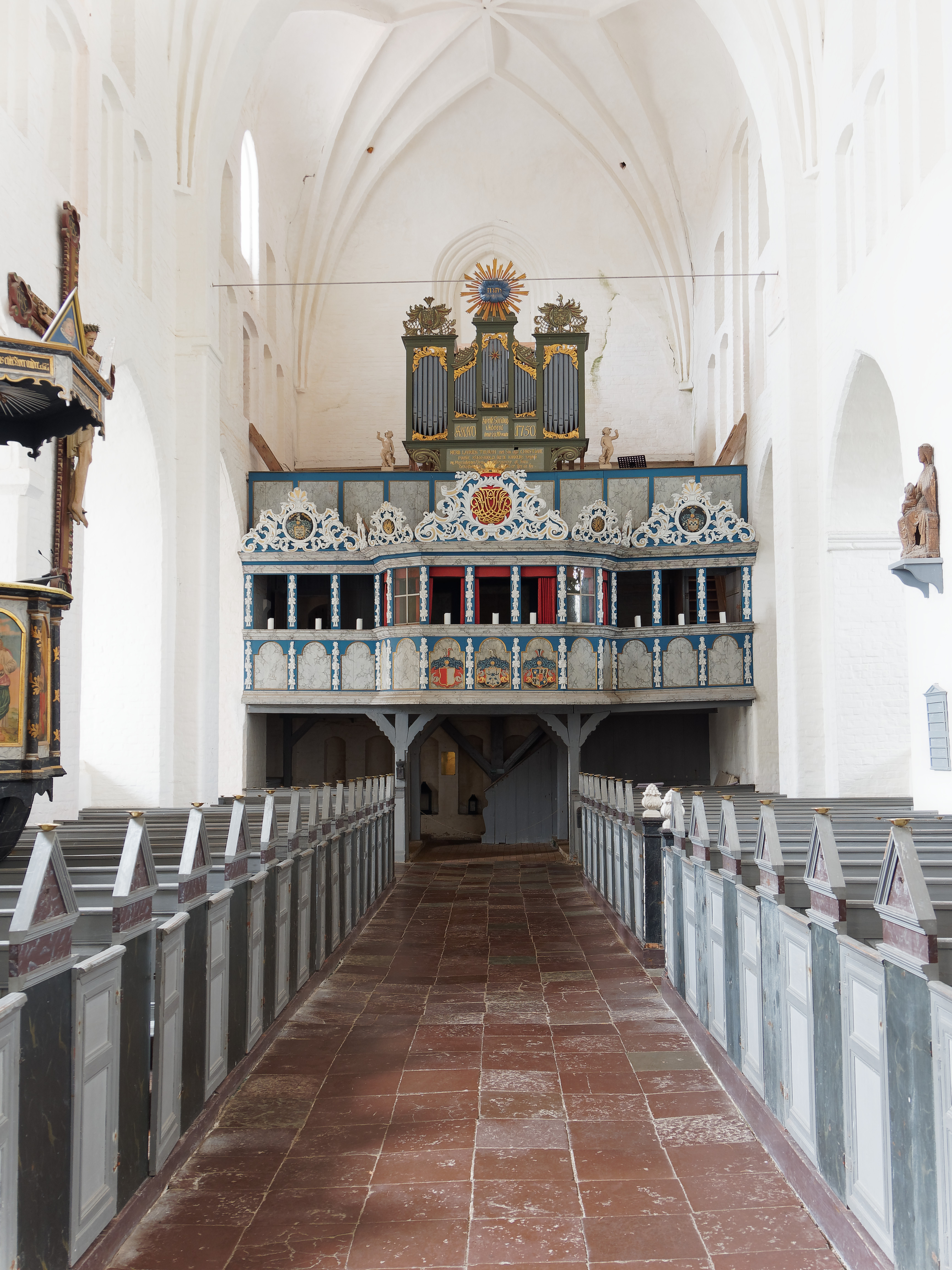
Orgelempore mit Orgel
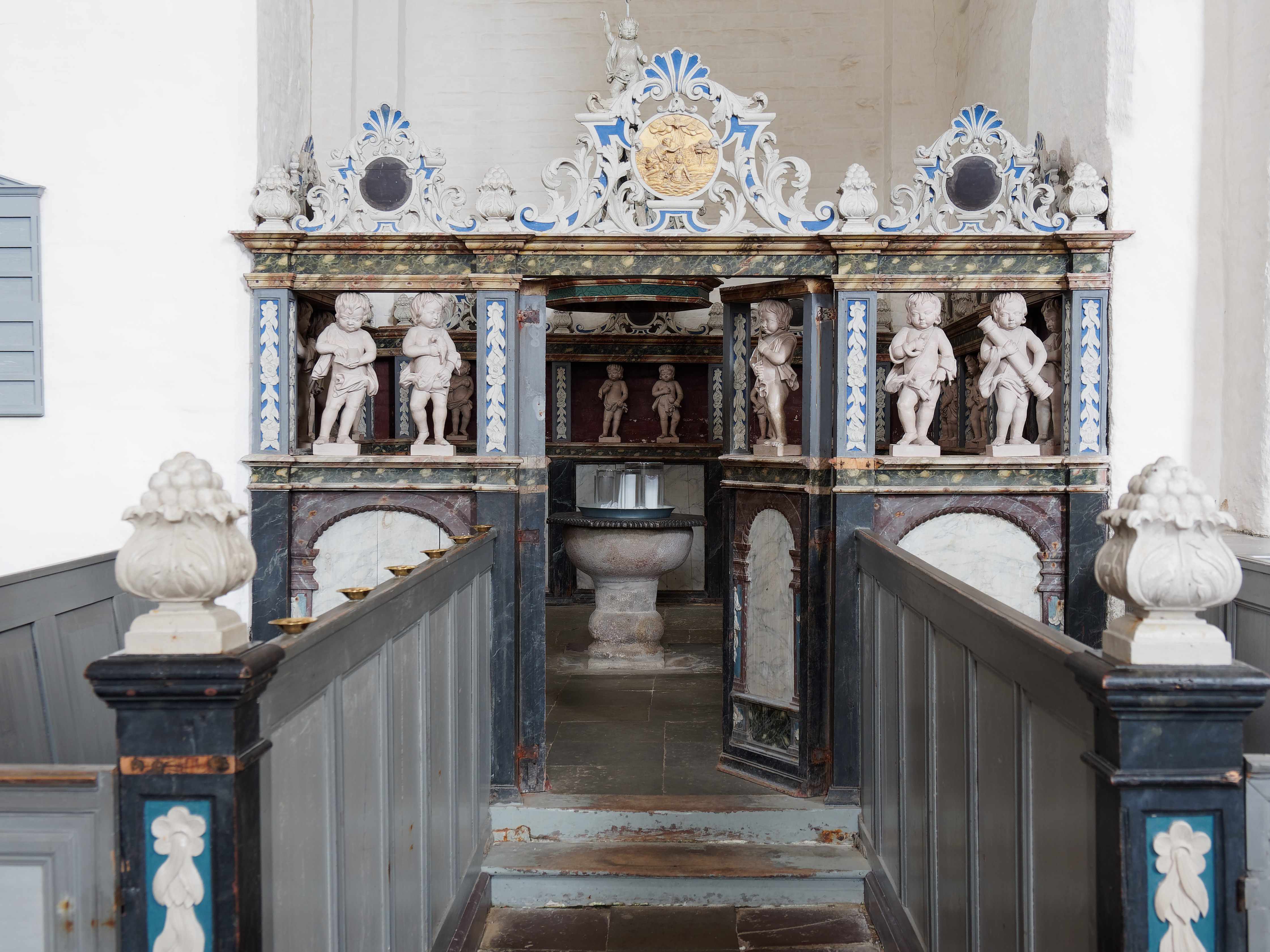
Taufkapelle …
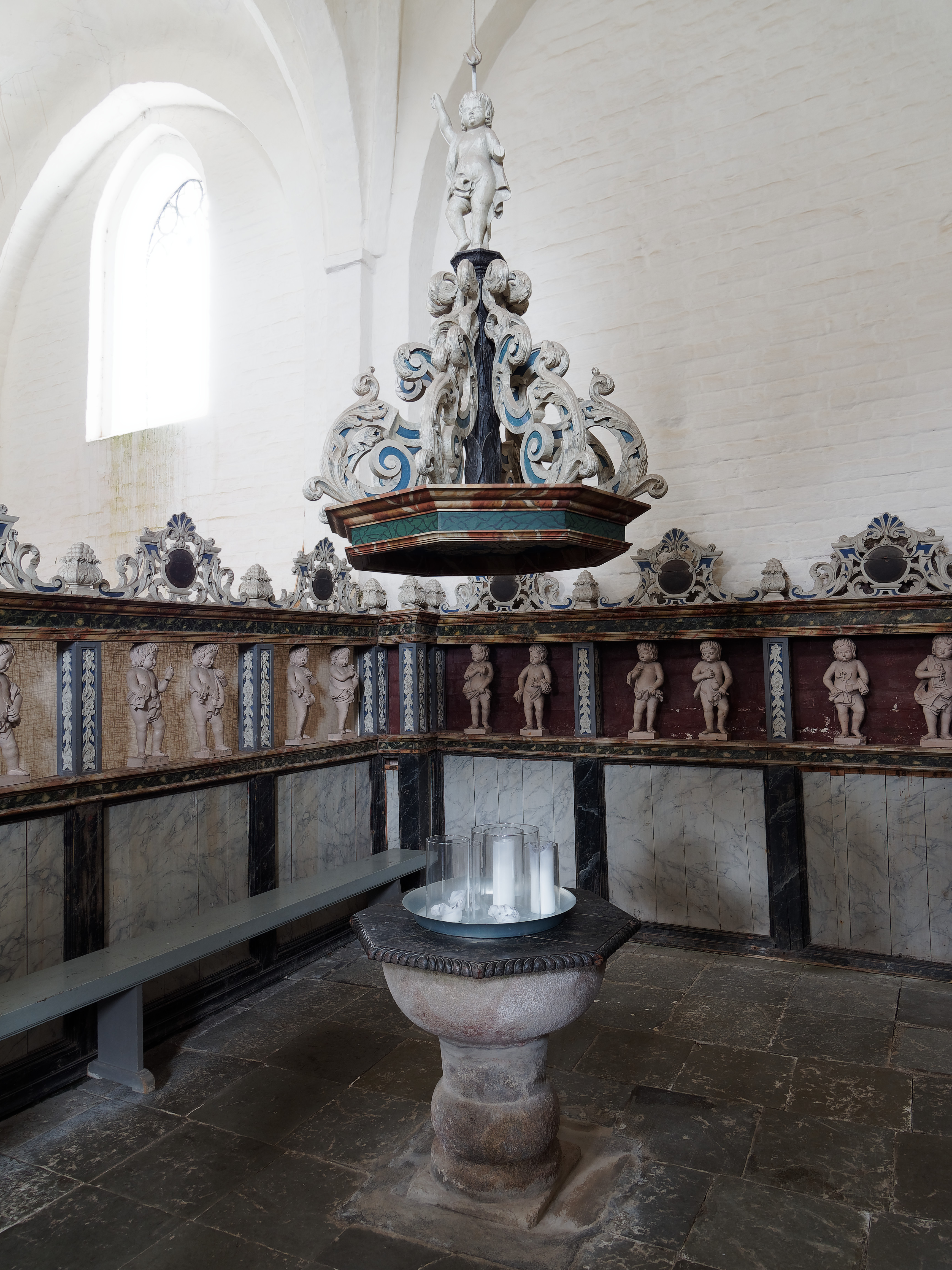
… Detail
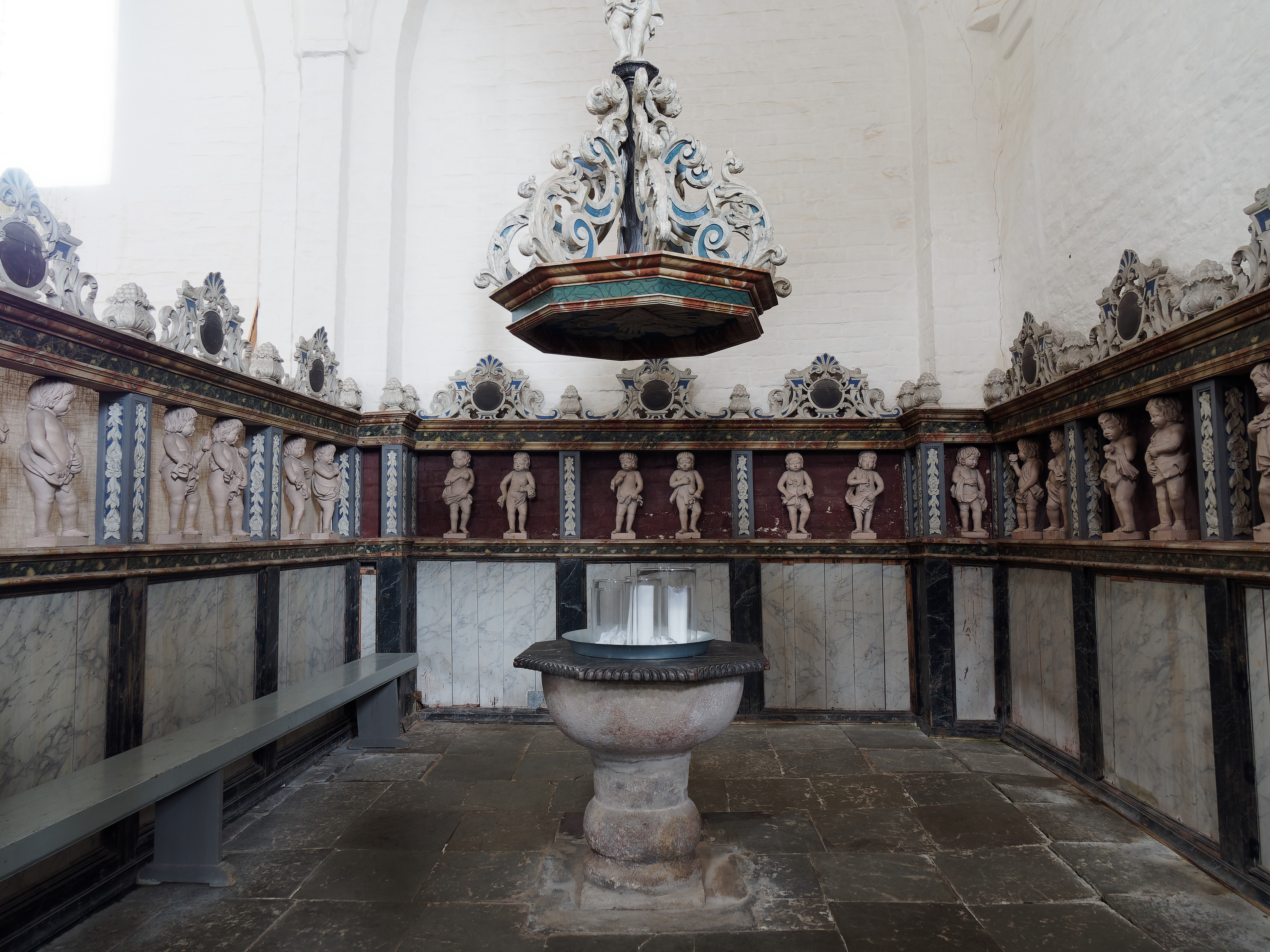
Ähnlich aussehende Putten
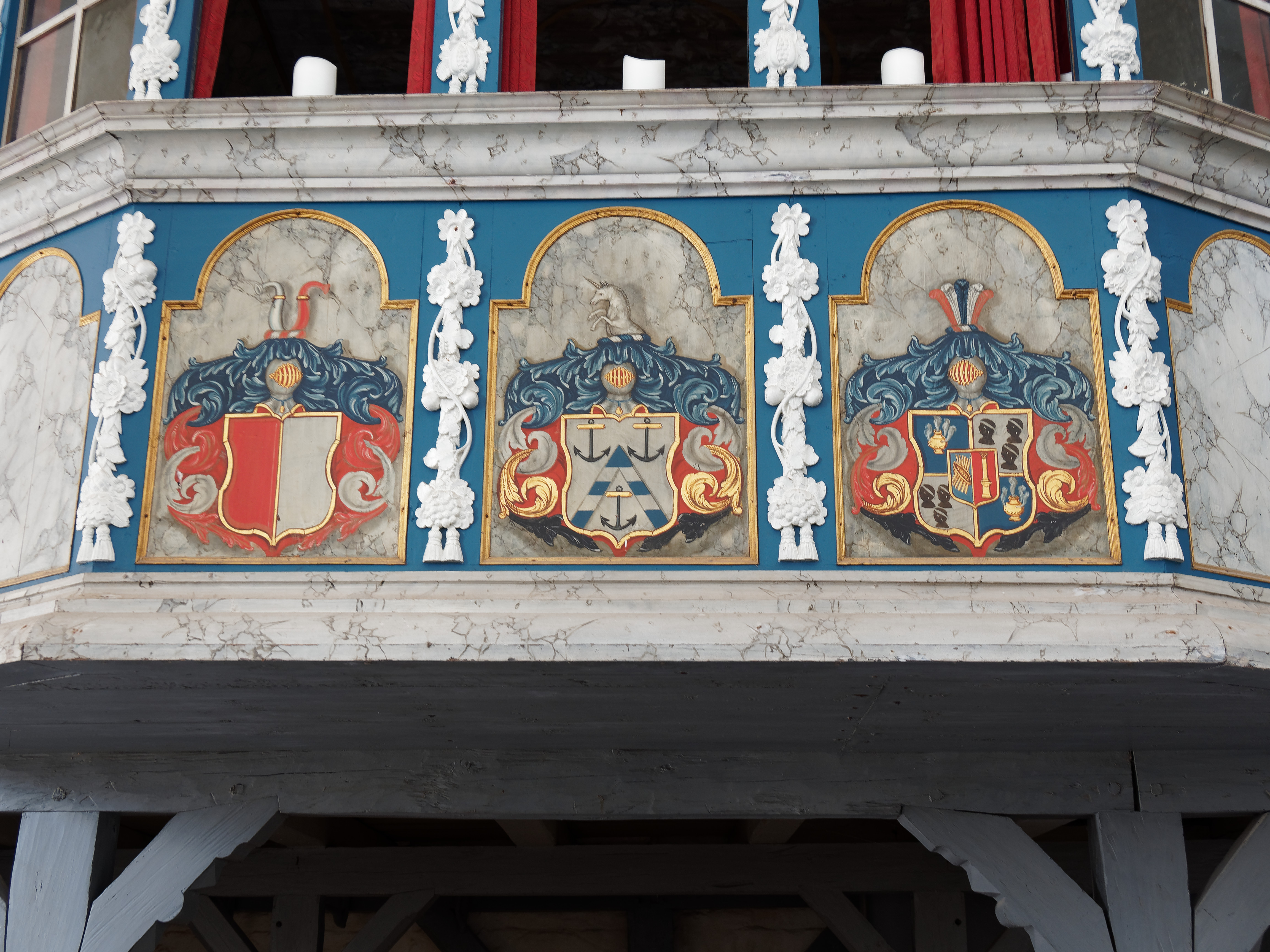
Wappen an der Orgelempore

## Sonstiges
- Eine Legende besagt, dass die Schergen des Bischofs jene Schiffe, die vor der Küste aufgelaufen waren, plünderten und die Besatzung umbrachten. Dies sei eine gute Einnahmequelle gewesen. Wenn zu wenige Schiffe vom Kurs abkamen, soll ein Mönch am Strand eine Fackel geschwungen und die Kapitäne so in die Irre geführt haben. Hans Christian Andersen behandelt dieses Thema in seinem Märchen Der Bischof auf Børglum und sein Verwandter.
- Der leitende Bildhauer und Steinmetz am Mount Rushmore National Memorial im US-Bundesstaat South Dakota hieß John Gutzon de la Mothe Borglum. Sein Vater, ein dänischer Einwanderer, war eng mit den damaligen Besitzern des Klosters verwandt.

## Eigentümer des Børglum Klosters
- 1086–1135 Königsfamilie
- 1135–1185 Bistum Børglum
- 1185–1536 Prämonstratenser-Orden
- 1536–1669 Königsfamilie
- 1669–1689 Peder Reedtz
- 1689–1699 Christian Reedtz
- 1699–1714 Königin Charlotte Amalie
- 1714–1716 König Frederik IV.
- 1716–Prinzessin Sophie Hedevig
- 1716–1719 C. G. von Møsting
- 1719–1738 Frederik Kjær Kjærskiold
- 1738–1740 Inger Pop
- 1740–1742 Christiane Marie Frederiksdatter Kjærskiold
- 1742–1748 Johan Henrik Rantzau
- 1748–1750 Christiane Marie Frederiksdatter Kjærskiold
- 1750–1756 Laurids de Thurah
- 1756–1770 Jens de Poulson
- 1770–1800 Graf Marcus Gerhard von Rosencrone
- 1800–1802 Jørgen Pedersen Quistgaard
- 1802–1804 Niels Friderichsen Hillerup / Arent Hassel Rasmussen
- 1804–1835 Niels Friderichsen Hillerup
- 1835–1894 Christian Michael Rottbøll senior
- 1894–1910 Jens Michael Rottbøll
- 1910–1930 Christian Michael Rottbøll junior
- 1930–1956 Henning Rottbøll
- 1956–1984 Henning Nicolay Rottbøll
- seit 1984 Hans Henning Rottbøll